# Attagenus namibicus
Attagenus namibicus – gatunek chrząszcza z rodziny skórnikowatych i podrodziny Attageninae.
Gatunek ten opisany został po raz pierwszy w 2019 roku przez Andreasa Herrmanna i Jiříego Hávę na łamach „Stuttgarter Beiträge zur Naturkunde”. Jako lokalizację typową wskazano Kuzikus w Namibii.
Chrząszcz o podługowato-jajowatym w zarysie ciele długości od 2,3 do 2,4 mm i szerokości od 1,5 mm. Głowa jest błyszcząco czarna, grubo i gęsto punktowana, skąpo porośnięta dość długimi włoskami barwy jasnobrązowej i nielicznymi barwy białawej, zaopatrzona w oczy i przyoczko. Czułki buduje 11 członów, z których pierwszy i trzy ostatnie są czarne, a pozostałe żółte; ostatni jest praktycznie tak długi jak dwa poprzednie razem wzięte. Głaszczki są całe ciemnobrązowe. Przedplecze jest czarne, punktowane grubo i gęsto, skąpo porośnięte włoskami brązowymi i białawymi, przy czym te ostatnie liczniejsze są przy bocznych jego krawędziach. Czarna, matowa  tarczka ma trójkątny kształt. Pokrywy są ciemnobrązowe, matowe, gęsto i grubo punktowane, owłosione brązowo z dwoma poprzecznymi przepaskami białawego owłosienia, z których pierwsza leży w przedniej ⅓, a druga w tylnej ⅓. Odnóża są jasnobrązowe z skąpymi, sterczącymi, krótkimi, jaskrawymi włoskami, o prawie tak długich jak golenie stopach. Na śródpiersiu występuje skąpe owłosienie brązowe, a na sternitach odwłoka dość gęste owłosienie ciemnobrązowe.
Owad afrotropikalny, znany tylko z Namibii.